# モラルの不安の映画
モラルの不安の映画 （波:Kino moralnego niepokoju） は、ポーランド映画界における1976年から1981年までの一部の映画を表す名称である。

## 概要
アンジェイ・ワイダとクシシュトフ・ザヌーシが1975年にグダニスクで開催した共産主義体制の映画検閲を非難するフォーラムをきっかけに巻き起こった。ワイダの『大理石の男』（1977年）やザヌーシの『保護色』（1977年）、クシシュトフ・キェシロフスキの『アマチュア』（1979年）などが代表作である。ただし、キェシロフスキは自身の作品を政治的文脈から批評されることに抵抗感を示した。
1980年以降の連帯運動とともにこれらの映画も国際的に評価されるようになり、連帯への支持を表明したワイダの『鉄の男』（1981年）は第34回カンヌ国際映画祭でパルム・ドールを受賞した。しかし、同年に公布された戒厳令によってその勢いは収束。アグニエシュカ・ホラントなどは国外での映画製作に移行した。

## 人と作品
アンジェイ・ワイダ
- 大理石の男 Człowiek z marmuru （1977年） 第30回カンヌ国際映画祭国際映画批評家連盟賞受賞
- 麻酔なし Bez znieczulenia （1978年）
- ザ・コンダクター Dyrygent （1980年）
- 鉄の男 Człowiek z żelaza （1981年） 第34回カンヌ国際映画祭パルム・ドール受賞

クシシュトフ・ザヌーシ
- 保護色 Barwy ochronne （1977年）
- コンスタンス Constants （1980年） 第33回カンヌ国際映画祭審査員賞受賞

クシシュトフ・キェシロフスキ
- アマチュア Amator （1979年） 第11回モスクワ国際映画祭金賞受賞
- 偶然 Przypadek （1981年）

アグニエシュカ・ホラント
- 田舎俳優 Aktorzy prowincjonalni （1978年） 第33回カンヌ国際映画祭国際映画批評家連盟賞受賞
- 発熱 Gorączka （1980年）
- 孤独な女 Kobieta samotna （1981年）

ヴォイチェフ・マルチェフスキ
- 悪寒 Dreszcze （1981年） 第32回ベルリン国際映画祭審査員グランプリ受賞